# Спортивна гімнастика на літніх Олімпійських іграх 2004 — Перекладина (чоловіки)
Змагання у вправах на перекладині в рамках турніру зі спортивної гімнастики на літніх Олімпійських іграх 2004 року відбулись 23 серпня 2004 року.

## Призери
| Золото                | Срібло         | Бронза               |
| Ігор Кассіна · Італія | Пол Гемм · США | Ісао Йонеда · Японія |

### Фінал
| Місце | Гімнаст                | Стартова оцінка | Франція | [[Файл:\|20x13px\|Малайзія]] | Румунія | Ісландія | Канада | Куба | Штраф | Результат |
| ----- | ---------------------- | --------------- | ------- | ---------------------------- | ------- | -------- | ------ | ---- | ----- | --------- |
|       | Ігор Кассіна (ITA)     | 10.00           | 9.85    | 9.70                         | 9.85    | 9.85     | 9.70   | 9.85 | —     | 9.812     |
|       | Пол Гемм (USA)         | 10.00           | 9.85    | 9.80                         | 9.80    | 9.85     | 9.80   | 9.80 | —     | 9.812     |
|       | Ісао Йонеда (JPN)      | 10.00           | 9.75    | 9.85                         | 9.80    | 9.80     | 9.80   | 9.75 | —     | 9.787     |
| 4     | Морган Гемм (USA)      | 10.00           | 9.80    | 9.80                         | 9.75    | 9.75     | 9.80   | 9.80 | —     | 9.787     |
| 5     | Олексій Нємов (RUS)    | 10.00           | 9.80    | 9.75                         | 9.75    | 9.80     | 9.75   | 9.70 | —     | 9.762     |
| 6     | Сяо Цінь (CHN)         | 10.00           | 9.70    | 9.75                         | 9.65    | 9.75     | 9.75   | 9.75 | —     | 9.737     |
| 7     | Фабіан Гамбюхен (GER)  | 10.00           | 9.70    | 9.75                         | 9.70    | 9.65     | 9.70   | 9.70 | —     | 9.700     |
| 8     | Валерій Гончаров (UKR) | 9.60            | 8.85    | 8.90                         | 8.90    | 8.90     | 8.90   | 8.80 | —     | 8.887     |
| 9     | Дайсуке Накано (JPN)   | 9.80            | 8.70    | 9.00                         | 8.70    | 8.60     | 8.80   | 8.80 | —     | 8.750     |
| 10    | Ян Тае Йон (KOR)       | 9.80            | 8.60    | 8.90                         | 8.60    | 8.70     | 8.50   | 8.80 | —     | 8.675     |